# Ray Pleasant
Pour les articles homonymes, voir Pleasant.
Ray O. Pleasant, né le 22 avril 1928 à Jetmore, et mort le 27 mai 2022 à Chaska, est un politicien américain de l'État du Minnesota.

## Biographie
Pleasant est naît à Jetmore dans le Kansas. Il sert à la Chambre des représentants du Minnesota de 1973 à 1980 en tant que membre républicain indépendant, représentant le district 39B. Il est le deuxième afro-américain à être élu à la Chambre des représentants du Minnesota, et le premier depuis l'élection de John Francis Wheaton en 1899.